# Distenia levitemporalis
Distenia levitemporalis là một loài bọ cánh cứng trong họ Cerambycidae.